# Zasada kompensacji
Zasada kompensacji (ang. compensation principle) – zasada polegająca na tym, że wada określonej alternatywy wyboru ze względu na jakąś cechę może być zrównoważona jej zaletą ze względu na jakieś inne cechy. Strategia maksymalizacji addytywnej użyteczności MAU wykorzystuje zasadę kompensacji do obliczenia wypadkowej wartości.